# Championnat de Belgique de football de quatrième division 2023-2024
Navigation
saison précédente saison suivante
Le Championnat de Belgique de football de quatrième division 2023-2024 est la septante-deuxième édition (soixante-douzième) du championnat de Championnat belge de « 4e Division ». C’est la huitième édition sous le nom de "Division 2 (Amateur)". Les habitudes sont d'ajouter les initiales « VV » pour les séries néerlandophones ou « ACFF » pour la série francophone.
Bien que cette compétition soit régionalisée, la fédération belge la considère comme « nationale » (tout comme le niveau inférieur, désormais appelé « Division 3 ». La fédération belge insiste fréquemment sur son esprit unitaire et que s’il y a des ailes d'appartenance linguistiques, il ne s’agit pas d’une scission en « Fédérations régionales distinctes » comme d'autres sports ont pu le faire.
Cette Division 2 est répartie en trois séries de 18 clubs. Deux groupes sont composés chacun de 18 clubs situés en Région flamande (ou selon le règlement) affiliés à la « VV » - Voetbal Vlaanderen - et une poule avec seize clubs du reste du pays (ou selon le règlement) affiliés à l'aile « ACFF » - Association des Clubs Francophones de Football (qui inclut aussi les cercles garmanophones).
La distinction entre les trois séries est: « Division 2 VV série A », « Division 2 VV série B » et « Division 2 ACFF ».

## Fusion - Changement d'appellation
Au terme de la saison 2022-2023, diverses fusions/changement d’appellation interviennent, notamment pour des clubs de séries nationales.
- Le club de D2 ACFF du Stade Disonais (matricule 9410) s’unit avec le Racing Club Star Verviers (ex-Star Fléron, matricule 33) pour prendre l’appellation de Stade Verviétois sous le matricule 33 [2]. À la suite de cette fusion, le matricule 33 revient en séries nationales pour la première fois depuis 1975, soit 48 saisons.

## Organisation
Ce championnat est géré communément par les deux ailes linguistiques de la Fédération royale belge de football: « VV » et « ACFF »
Chaque série est jouée distinctement. Au sein de chaque poule, les équipes se rencontrent en matchs aller/retour et un classement distinct est établi pour chaque série.
Au sein de chaque, on applique le principe de « trois périodes » aussi appelé familièrement « tranches ». Il s'agit le plus souvent (championnat à 18) de période de 10 matchs faisant l'objet d'un classement indépendant. Le gain d'une « tranche » permet de se qualifier pour le « Tour final de Nationale 2 » (voir ci-dessous) à condition d'être en possession de la « licence Nationale 1 ».

### Licence nécessaire
À partir de cette saison 2023-2024, tous les clubs désireux d'évoluer à l'échelon national doivent être titulaire d'une licence accordée par l'aile linguistique concernée (VV ou ACFF) de la fédération. L'octroi de cette licence est évidemment moins strict que pour celle de la Nationale 1 qui est voulue « semi-professionnelle +++ ». Néanmoins, les cercles doivent remplir différents critères administratifs précis sous peine d'être renvoyé en Première provinciale (P1) soit le 6e niveau Il y a une volonté latente de « professionnaliser » toujours d'avantage les formations évoluant en séries nationales. .
Les installations du club dont bien évidemment le terrain de l'équipe « A » doit respecter des limites données (Norme 11/N soit 99-106m x 63-69m et une déclivité maximale de 2%) et disposer d'un éclairage suffisant de minimum 100 LUX (au lieu de 80 précédemment). Une obligation fait polémique: le coach de l'équipe première d'un club (ou son adjoint), doit avoir le diplôme « UEFA-A ». Un document qui ne s'obtient qu'au terme d'un cursus spécifique (3 fois 6 mois) et surtout fort coûteux (2 200 euros). De même, l'équipe des « Réserves » ainsi que les sélections U17, U19 et U21 doivent être confiées à une personne diplômée au minimum en tant que « UEFA-B ».
Cette obligation de licence aurait dû entrer en vigueur plus tôt mais l'éclatement de la Pandémie de covid-19 a retardé la mise en œuvre du projet.
Devant être demandée en février, les licences sont accordées à la fin mars par l'aile linguistique concernée. Un premier recours contre un éventuel refus est possible auprès de la « Commission de contrôle de la RBFA ». Si un second refus est reçu, le club pourra alors se pourvoir devant la CBAS. Un cercle de « P1 » qui décroche le droit de monter peut évoluer en « D3 Amateur », mais doit se mettre en ordre de ce nouvelle licence dans le courant de la saison suivante, au risque de ne pas pouvoir se maintenir .

### Promotion en Nationale 1
Le champion de chaque série est promu en Nationale 1. Il y a donc deux  fois 1 montant "VV" + une fois 1 montant "ACFF". La montée reste conditionnée à l'obtention de la « licence Nationale 1 ».
Un « Tour final de Division 2 » est joué en interne à chaque série afin de désigner les trois clubs (2 VV et 1 ACFF) qui vont disputer le « Tour final de Nationale 1 » en compagnie du 13e classé de cette division. Chaque aile linguistique désigne les clubs qui prennent part au « Tour final de Division 2 » en compagnie du 13e classé de cette division. L'obtention de la « licence Nationale 1 » est obligatoire pour participer à ses deux tours finaux imbriqués.
Si un ou plusieurs vainqueurs de « période » n'a pas obtenu la licence nécessaire pour évoluer en Nationale 1, les qualifiés sont pris dans l'ordre du classement général final de la série concernée. Le cas échéant « Tour final de Division 2 » et éventuellement celui de « Nationale 1 » sont joués avec un nombre inférieur d'équipes à celui initialement prévu. Il est déjà arrivé lors de saisons précédentes que le « Tour final de Nationale 2 » ne soit pas nécessaire dans une aile linguistique voire les deux.

### Relégation en Division 3
Les relégations se font vers les séries de Division 3 de l'aile linguistique concernée.

#### Influence de la Nationale 1
Le résultat final de la Nationale 1 a une influence importante car il conditionne les relégations (et promotions éventuelles) des niveaux inférieurs. Ainsi le nombre de descendants directs d'une même aile linguistique (VV ou ACFF) de Nationale 1 peut contraindre à des relégations supplémentaires dans la ou les séries de l'aile linguistique concernée.

#### Procédure VV
Dans chacune des deux séries « D2 Amateur VV », les deux derniers classés sont relégués directement vers le niveau inférieur. Les deux classés 16e sont considérés comme "barragiste". Il s'affronte dans un barrage en une seule manche. Le perdant descend en « Division 3 VV » si 3 clubs "VV" descendent de Nationale 1. Les deux classés 16e descendent si 4 clubs "VV" quittent la Nationale 1.

#### Procédure ACFF
Les trois derniers classés de la « Division 2 ACFF » sont relégués directement en D3 Amateur ACFF. Il n'y a pas de « barragiste ». Cependant un 4e descendant direct peut être nécessaire en fonction du nombre de club "ACFF" qui quittent la Nationale 1 (et/ou éventuellement les étages supérieurs à celle-ci). Rien qu'en se basant sur les résultats de la Nationale 1 (les 3 descendants directs + le barragiste sont ACFF et le gain du « Tour final de Nationale 1 » est pour un cercle VV), on pourrait avoir jusqu'à six relégués directs de Division 2 ACFF.

## Clubs VV participants 2023-2024
Les grilles proposées ci-après sont établies sur base des résultats sportifs officialisés par la fédération. Des recours entamés par des clubs mécontents de leur sort sont toujours pendants et l'issue de ces actions juridiques pourraient apporter des modifications.
Note: Les trois tableaux ci-après  poursuivent le comptage débuté comme « D2 Amateur », à la suite de la réforme de 2016 y inclus la saison 2020-2021, car si celle-ci a été annulée, elle a été entamée et quelques journées organisées. La colonne « Total Niv. 4 » effectue l’addition des éventuelles saisons en « Promotion » jouées  AVANT la réforme.

### Division  2 Amateur VV - Série A

#### Liste - Série «A»
| #  | Nom                                              | Mat. | Prov.    | en « D2 » depuis | Total en « D2 » | Total au 4e niveau | 2022-2023        |
| -- | ------------------------------------------------ | ---- | -------- | ---------------- | --------------- | ------------------ | ---------------- |
| 1  | Koninklijke Football Club Mandel United          | 935  | Fl. occ. | 2023-24 1er      | 5 saisons       | 30 saisons         | 20e N1           |
| 2  | Koninklijk Voetbal Klub Ninove                   | 2373 | Fl. or.  | 2023-24 1er      | 3 saisons       | 27 saisons         | 18e N1           |
| 3  | Koninklijke Racing Club Gent                     | 11   | Fl. or.  | 2016-17 8e       | 8 saisons       | 35 saisons         | 5e série A       |
| 4  | Jong Cercle U23                                  | 12   | Fl. occ. | 2022-23 2e       | 2 saisons       | 2 saisons          | 4e série A       |
| 5  | Koninklijke Sport Vereniging Oudenaarde          | 81   | Fl. or.  | 2019-20 5e       | 5 saisons       | 22 saisons         | 10e série A      |
| 6  | Koninklijke Sportclub Eendracht Aalst            | 90   | Fl. or.  | 2019-20 5e       | 6 s             | 8 saisons          | 7e série A       |
| 7  | Royal Football Club Wetteren                     | 95   | Fl. or.  | 2020-21 4e       | 4 saisons       | 12 saisons         | 16e série A      |
| 8  | Koninklijke Maatschappij Torhout                 | 822  | Fl. occ. | 2022-23 2e       | 4 saisons       | 14 saisons         | 12e série A      |
| 9  | Sporting West Harelbeke                          | 1574 | Fl. occ. | 2016-17 8e       | 8 saisons       | 16 saisons         | 14e série A      |
| 10 | Koninklijke Football Club Sparta Petegem         | 3821 | Fl. or.  | 206-17 8e        | 8 saisons       | 14 saisons         | 2e série A       |
| 11 | Koninklijke Football Club Merelbeke              | 3551 | Fl. or.  | 2019-20 5e       | 5 s             | 5 saisons          | 6e série A       |
| 12 | Koninklijk Voetbal Vereniging Zelzate            | 4165 | Fl. or.  | 2020-21 4e       | 4 saisons       | 4 saisons          | 11e série A      |
| 13 | Jong Essevee U23                                 | 5381 | Fl. occ. | 2022-23 2e       | 2 saisons       | 2 saisons          | 8e série A       |
| 14 | Kon. Oude Leerlingen St-Augustinus Brakel        | 5553 | Fl. or.  | 2020-21 4e       | 7 saisons       | 17 saisons         | 13e série A      |
| 15 | Koninklijke Voetbalclub Sportvereniging Oostkamp | 5956 | Fl. occ. | 2022-23 2e       | 2 saisons       | 2 saisons          | 3e série A       |
| 16 | Sporting Club Dikkelvenne                        | 7074 | Fl. or.  | 2018-19 6e       | 6 saisons       | 7 saisons          | 9e série A       |
| 17 | Football Club Gullegem                           | 9512 | Fl. occ. | 2016-17 8e       | 8 saisons       | 9 saisons          | 15e série A      |
| 18 | Koninklijke Football Club Voorde-Appelterre      | 3964 | Fl. or.  | 2023-24 1re      | 1 saison        | 1 saison           | 2e D3 VV série A |

#### Stades - Série VV «A»
| #  | Nom                     | Mat. | Villes            | Stades                                   | Capacités |
| -- | ----------------------- | ---- | ----------------- | ---------------------------------------- | --------- |
| 1  | K. FC Mandel United     | 935  | Izegem            | Skyline Arena                            | 5 000     |
| 2  | K. VK Ninove            | 2373 | Ninove            | De Kloppers                              | 1 500     |
| 3  | K. RC Gent              | 11   | Gand              | Chillax Arena                            | 2 500     |
| 4  | Jong Cercle U23         | 12   | Ruddervoorde      | Ridderfort (K. Daring Club Ruddervoorde) | 1 000     |
| 5  | K. SV Oudenaarde        | 81   | Audenarde         | Burgmeester Thienpont                    | 5 000     |
| 6  | K. SC Eendracht Aalst   | 90   | Alost             | Pierre Cornelis                          | 6 294     |
| 7  | R. FC Wetteren          | 95   | Wetteren          | Marcel De Kerpel                         | 3 000     |
| 8  | KM Torhout              | 822  | Torhout           | de Velodroom                             | 2 000     |
| 9  | K. RC Harelbeke         | 1574 | Harelbeke         | Forestier                                | 9 737     |
| 10 | K. FC Sparta Petegem    | 3821 | Petegem           | Sparta                                   | 2 500     |
| 11 | K. FC Merelbeke         | 3551 | De Pinte          | Moerkensheide                            | 2 000     |
| 12 | K. VV Zelzate           | 4165 | Zelzate           | A Complex KVV                            | 1 000     |
| 13 | Jong Essevee U23        | 5381 | Zulte             | Gemeentelijke (« Kastanjelaan »)         | 1 500     |
| 14 | K. OLSA Brakel          | 5553 | Brakel            | Stephaan Van Den Berghe                  | 3 000     |
| 15 | K. VC SV Oostkamp       | 5956 | Oostkamp          | de Valkaart                              | 1 500     |
| 16 | SC Dikkelvenne          | 7074 | Dikkelvenne       | Marc Gevaert                             | 500       |
| 17 | Football Club Gullegem  | 9512 | Gullegem          | FC Gullegem                              | 1 500     |
| 18 | K. FC Voorde-Appelterre | 3964 | Appelterre-Eichem | Molenveld                                | 1 500     |

#### Localisations - Série VV «A»
| \| Légende » : · 1 = KM Torhout · 2 = Jong Cercle · 3 = K. VC SV Ooostkamp · 4 = K. FC Sparta Petegem · 5 = R. FC Wetteren · 6 = K. FC Voorde-Appelterre · 7 = FC Gullegem · 8 = K. RC Harelbeke · 9 = K. SC Dikkelvenne · 10 = Brakel 3 1 2 7 Mandel U. 8 J. Essevee Zelzate Gand 4 5 6 9 Auden. 10 Alost Ninove Merelbeke \| Localisation des clubs engagés en Division 2 VV série A en 2023-2024 |
| Légende » : · 1 = KM Torhout · 2 = Jong Cercle · 3 = K. VC SV Ooostkamp · 4 = K. FC Sparta Petegem · 5 = R. FC Wetteren · 6 = K. FC Voorde-Appelterre · 7 = FC Gullegem · 8 = K. RC Harelbeke · 9 = K. SC Dikkelvenne · 10 = Brakel 3 1 2 7 Mandel U. 8 J. Essevee Zelzate Gand 4 5 6 9 Auden. 10 Alost Ninove Merelbeke                                                                            |

### Division 2 VV - Série B

#### Liste - Série VV «B»
| #  | Noms                                      | Mat. | Provinces   | en D2 depuis | Total en D2 | Total Niv. 4 | 2022-2023         |
| -- | ----------------------------------------- | ---- | ----------- | ------------ | ----------- | ------------ | ----------------- |
| 1  | Koninklijke Rupel Boom Football Club      | 2138 | Anvers      | 2023-24 1er  | 3 saisons   | 15 saisons   | 19e N1            |
| 2  | Koninklije Racing Club Mechelen           | 24   | Anvers      | 2022-23 2e   | 2 saisons   | 3 saisons    | 10e série B       |
| 3  | Jong KV Mechelen U23                      | 25   | Anvers      | 2022-23 2e   | 2 saisons   | 2 saisons    | 7e série B        |
| 4  | Koninklijke Berchem Sport                 | 28   | Anvers      | 2018-19 6e   | 7 saisons   | 19 saisons   | 14e série B       |
| 5  | Koninklijke Sporting Hasselt              | 37   | Limbourg    | 2017-18 6e   | 6 saisons   | 16 saisons   | 3e série B        |
| 6  | Koninklijk Lyra-Lierse                    | 52   | Anvers      | 2020-21 4e   | 4 saisons   | 25 saisons   | 6e série B        |
| 7  | Koninklijke Sport Kring Tongeren          | 54   | Limbourg    | 2020-21 4e   | 4 saisons   | 12 saisons   | 5e série B        |
| 8  | Kon. Sporting Club City Pirates Antwerpen | 544  | Anvers      | 2020-21 4e   | 6 saisons   | 19 saisons   | 12e série B       |
| 9  | Koninklijke Bocholter Voetbalvereniging   | 595  | Limbourg    | 2016-17 8e   | 8 saisons   | 13 saisons   | 9e série B        |
| 10 | Koninklije Voetbal Club Lille United      | 2618 | Anvers      | 2022-23 2e   | 2 saisons   | 17 saisons   | 11e série B       |
| 11 | Koninklijke Londerzeel Sportkring         | 3630 | Brabant fl. | 2016-17 8e   | 8 saisons   | 29 saisons   | 13e série B       |
| 12 | Koninklijke Diegem Sport                  | 3887 | Brabant fl. | 2018-19 6e   | 6 saisons   | 23 saisons   | 8e série B        |
| 13 | Belisia Sport Vereninging Bilsen          | 5775 | Limbourg    | 2016-17 8e   | 8 saisons   | 39 saisons   | 4e série B        |
| 14 | Football Club Lebbeke                     | 8601 | Fl. or.     | 2022-23 2e   | 2 saisons   | 13 saisons   | 15e série B       |
| 15 | Racing Club Hades Kiewit Hasselt          | 8721 | Limbourg    | 2016-17 8e   | 8 saisons   | 11 saisons   | 2e série B        |
| 16 | Koninklijke Football Club Wezel Sport     | 844  | Anvers      | 2023-24 1er  | 1 saison    | 28 saisons   | 1er D3 VV série B |
| 17 | Koninklijke Voetbal Club Houtvenne        | 4481 | Anvers      | 2023-24 1er  | 3 saisons   | 3 saisons    | 3e D3 VV série B  |
| 18 | Tempo Overijse                            | 8715 | Brabant fl. | 2023-24 1er  | 4 saisons   | 15 saisons   | 1er D3 VV série A |

#### Stades - Série VV «B»
| #  | Noms                         | Mat. | Villes      | Stades                            | Capactiés |
| -- | ---------------------------- | ---- | ----------- | --------------------------------- | --------- |
| 1  | K. Rupel Boom FC             | 2138 | Boom        | Gemeentelijk Sport Park           | 9 470     |
| 2  | K. RC Mechelen               | 24   | Malines     | O. Van Kesbeeck                   | 13 687    |
| 3  | Jong KV Mechelen U23         | 25   | Bornem      | Complex het Breeven               | 3 450     |
| 4  | K. Berchem Sport             | 28   | Berchem     | Ludo Coeck                        | 12 245    |
| 5  | K. Sporting Hasselt          | 37   | Hasselt     | Stedelijk                         | 9 000     |
| 6  | K. Lyra-Lierse               | 52   | Berlaar     | Luc De Rijk (« site Doelvelden ») | 3 500     |
| 7  | K. SK Tongeren               | 54   | Tongres     | Sportoase Eburons                 | 5 000     |
| 8  | K. SC City Pirates Antwerpen | 544  | Merksem     | Jef Mermans                       | 1 500     |
| 9  | K. Bocholter VV              | 595  | Bocholt     | Damburg                           | 3 000     |
| 10 | K. VC Lille United           | 2618 | Lille       | Complex Balsakker                 | 2 500     |
| 11 | K. Londerzeel SK             | 3630 | Londerzeel  | Burgmeester A. Lambert            | 3 000     |
| 12 | K. Diegem Sport              | 3887 | Diegem      | Gemeentelijk                      | 4 000     |
| 13 | Belisia SV Bilsen            | 5775 | Mopertingen | Katteberg                         | 2 000     |
| 14 | FC Lebbeke                   | 8601 | Lebbeke     | Albert Ie straat                  | 1 500     |
| 15 | RC Hades Kiewit Hasselt      | 8721 | Kiewit      | Kiewit                            | 1 500     |
| 16 | K. FC Wezel Sport            | 844  | Mol         | Moresnetlaan                      | 1 500     |
| 17 | K. VC Houtvenne              | 4481 | Westerlo    | Camp Westel                       | 1 200     |
| 18 | Tempo Overijse MT            | 8715 | Overijse    | Begijnhof                         | 2 500     |

#### Localisations - Série  VV «B»
| \| ANVERS: · K. Berschem Sport (à Berchem) · K. SC City Pirates (à Merksem) · RCM = K. RC Mechelen ANVERS Boom Lebbeke Overijse Jong KVM RCM Lyra-Lierse Lille Londerzeel Diegem Houtvenne Bocholt Bilzen RC Hades Hasselt Tongres Mol \| Localisation des clubs engagés en Division 2 VV série B en 2023-2024 |
| ANVERS: · K. Berschem Sport (à Berchem) · K. SC City Pirates (à Merksem) · RCM = K. RC Mechelen ANVERS Boom Lebbeke Overijse Jong KVM RCM Lyra-Lierse Lille Londerzeel Diegem Houtvenne Bocholt Bilzen RC Hades Hasselt Tongres Mol                                                                            |

#### Localisation des clubs anversois
Les différents cercles anversois sont :
(3) K. Berchem Sport
(5) K. SC City Pirates
Beerschot « B » joue à Kontich juste au sud d'Artselaar sur le plan ci-dessus.

### Division 2 ACFF

#### Liste Série ACFF
| #  | Noms                                       | Mat. | Provinces      | en D2 depuis | Total en D2 | Total Niv. 4 | 2022-2023           |
| -- | ------------------------------------------ | ---- | -------------- | ------------ | ----------- | ------------ | ------------------- |
| 1  | Royale Union St-Gilloise « B » U23         | 10   | Bxl-Capitale   | 2022-23 2e   | 2 saisons   | 2 saisons    | 14e                 |
| 2  | Stade Verviétois                           | 33   | Liège          | 2022-23 2e   | 2 saisons   | 17 saisons   | 10e                 |
| 3  | La Louvière Centre                         | 213  | Hainaut        | 2022-23 2e   | 5 saisons   | 32 saisons   | 4e                  |
| 4  | R. Sp. Cl. Union & Progrès Dieleghem Jette | 474  | Bxl-Capitale   | 2020-21 4e   | 4 saisons   | 26 saisons   | 15e                 |
| 5  | Royale Union Sportive Rebecquoise          | 1614 | Brabant wal.   | 2017-18 7e   | 7 saisons   | 9 saisons    | 7e                  |
| 6  | Royal Racing Club Stockay-Warfusée         | 2239 | Liège          | 2019-20 4e   | 5 saisons   | 10 saisons   | 8e                  |
| 7  | Entente Acren-Lessines                     | 2774 | Hainaut        | 2016-17 8e   | 8 saisons   | 12 saisons   | 12e                 |
| 8  | Royal Cercle Sportif de Verlaine           | 2871 | Liège          | 2019-20 5e   | 5 saisons   | 5 saisons    | 9e                  |
| 9  | Royal Racing Club Hamoir                   | 3114 | Liège          | 2016-17 8e   | 8 saisons   | 16 saisons   | 11e                 |
| 10 | Royale Union Sportive Binche               | 3835 | Hainaut        | 2022-23 2e   | 2 saisons   | 4 saisons    | 6e                  |
| 11 | Royal Football Club de Meux                | 4454 | Namur          | 2016-17 8e   | 8 saisons   | 19 saisons   | 5e                  |
| 12 | Royal Football Club Warnant                | 5479 | Liège          | 2020-21 4e   | 4 saisons   | 4 saisons    | 1er                 |
| 13 | Royale Union Tubize Braine-le-Comte        | 5632 | Brabant wallon | 2020-21 4e   | 4 saisons   | 9 saisons    | 3e                  |
| 14 | Royal Football Club Ganshoren              | 7569 | Bxl-Capitale   | 2020-21 4e   | 4 saisons   | 9 saisons    | 13e                 |
| 15 | Royal Football Club Tournai                | 26   | Hainaut        | 2023-24 1er  | 1 saison    | 34 s         | 4e D3 ACFF Série A  |
| 16 | Royal Football Club Union La Calamine      | 526  | Liège          | 2023-24 1er  | 3 saisons   | 17 saisons   | 5e D3 ACFF Série B  |
| 17 | Union Rochefortoise                        | 2799 | Namur          | 2023-24 1er  | 1 saisons   | 18 saisons   | 1er D3 ACFF série B |
| 18 | Renaissance Albert Elisabeth Club de Mons  | 4194 | Hainaut        | 2023-24 1er  | 1 saisons   | 3 saisons    | 1er D3 ACFF série A |

#### Stades Série ACFF
| #  | Noms                            | Mat. | Villes         | Stades                    | Capacités |
| -- | ------------------------------- | ---- | -------------- | ------------------------- | --------- |
| 1  | R. Union St-Gilloise « B » U23  | 10   | Forest         | Joseph Marien             | 8 081     |
| 2  | Stade Verviétois                | 33   | Verviers       | de Bielmont               | 4 291     |
| 3  | La Louvière Centre              | 213  | La Louvière    | le Tivoli                 | 12 500    |
| 4  | R. SCUP Dieleghem Jette         | 474  | Jette          | Complexe Expo             | 8 000     |
| 5  | R. US Rebecquoise               | 1614 | Rebecq         | André Cheron (« Gobard ») | 500       |
| 6  | R. RC Stockay-Warfusée          | 2239 | St-George s/M. | rue Joseph Wauters        | 1 000     |
| 7  | R. Ent. Acren-Lessines          | 2774 | Deux-Acren     | des Camomilles            | 2 300     |
| 8  | R. CS de Verlaine               | 2871 | Verlaine       | des Six Bonniers          | 2 000     |
| 9  | R. RC Hamoir                    | 3114 | Hamoir         | Émile Thines              | 1 000     |
| 10 | R. US Binche                    | 3835 | Binche         | Aimé Vachaudez            | 1 000     |
| 11 | R. FC de Meux                   | 4454 | Meux           | des Verts et Blancs       | 500       |
| 12 | R. FC Warnant                   | 5479 | Warnant        | des Burettes              | 500       |
| 13 | R. Union Tubize Braine-le-Comte | 5632 | Tubize         | Edmond Leburton           | 8 100     |
| 14 | R. FC Ganshoren                 | 7569 | Ganshoren      | Communal                  | 500       |
| 15 | R.FC Tournai                    | 26   | Tournai        | Luc Varenne               | 7 552     |
| 16 | R. FC Union La Calamine         | 526  | La Calamine    | Prince Philippe           | 4 000     |
| 17 | Union Rochefortoise             | 2799 | Rochefort      | des Roches                | 1 500     |
| 18 | Renaissance AEC Mons            | 4194 | Mons           | Charles Tondreau          | 8 000     |

#### Localisations Série ACFF
| \| 1 = R. Union St-Gilloise « B » U23 Jette Ganshoren 1 Acren Rebecq Tubize La Louvière Centre Binche Mons Hamoir La Calamine Stockay Verviers Warnant Verlaine Tournai Meux Rochefort \| Localisation des clubs engagés en Division 2 ACFF en 2023-2024 |
| 1 = R. Union St-Gilloise « B » U23 Jette Ganshoren 1 Acren Rebecq Tubize La Louvière Centre Binche Mons Hamoir La Calamine Stockay Verviers Warnant Verlaine Tournai Meux Rochefort                                                                      |

## Légende des classements
|                 | champion et promu en Nationale 1                                               |
|                 | non champion mais promu direct en Nationale 1                                  |
|                 | clubs disputant un barrage pour la montée                                      |
|                 | clubs devant disputer un barrage pour le maintien                              |
|                 | clubs relégués (sportivement ou administrativement) vers la Division 3 Amateur |
| en augmentation | clubs promus de Division 3 depuis la saison précédente                         |
| en diminution   | clubs relégués de Nationale 1 depuis la saison précédente                      |

## Classement et résultats Division 2 VV - Série A
- Dernière mise à jour: le 8 décembre 2024.

Ne peuvent monter en « Nationale 1 » que les clubs en ordre de lice ad hoc. Dans le même ordre d'idées, -une licence spécifique est nécessaire pour évoluer en « Division 2 Amateur ». Des « relégations administratives » sont donc possibles.
| Rang | Équipe                  | Pts | J  | G  | N  | P  | Bp | Bc | Diff |
| ---- | ----------------------- | --- | -- | -- | -- | -- | -- | -- | ---- |
| 1    | K. SC Eendracht Aalst   | 64  | 34 | 19 | 7  | 8  | 60 | 35 | +25  |
| 2    | K. VK Ninove            | 58  | 34 | 17 | 7  | 10 | 57 | 48 | +9   |
| 3    | K. SC Dikkelvenne       | 56  | 34 | 15 | 11 | 8  | 67 | 48 | +19  |
| 4    | K. FC Merelbeke         | 54  | 34 | 16 | 6  | 12 | 68 | 43 | +25  |
| 5    | Jong Cercle (U23)       | 53  | 34 | 16 | 5  | 13 | 64 | 51 | +13  |
| 6    | K. FC Voorde-Appelterre | 53  | 34 | 15 | 8  | 11 | 54 | 56 | -2   |
| 7    | K. SV Oudenaarde        | 50  | 34 | 13 | 11 | 10 | 45 | 39 | +6   |
| 8    | K. VC SV Oostkamp       | 49  | 34 | 14 | 7  | 13 | 58 | 68 | -10  |
| 9    | Jong Essevee (U23)      | 48  | 34 | 14 | 6  | 14 | 53 | 44 | +9   |
| 10   | FC Gullegem             | 47  | 34 | 14 | 5  | 15 | 57 | 64 | -7   |
| 11   | KM Torhout              | 47  | 34 | 13 | 8  | 13 | 47 | 61 | -14  |
| 12   | K. RC Gent              | 45  | 34 | 13 | 6  | 15 | 54 | 53 | +1   |
| 13   | K. VV Zelzate           | 42  | 34 | 12 | 6  | 16 | 63 | 60 | +3   |
| 14   | K. OLSA Brakel          | 39  | 34 | 11 | 6  | 17 | 38 | 47 | -9   |
| 15   | K. RC Harelbeke         | 39  | 34 | 9  | 12 | 13 | 47 | 56 | -9   |
| 16   | K. FC Sparta Petegem    | 38  | 34 | 10 | 8  | 16 | 54 | 63 | -9   |
| 17   | K. FC Mandel United     | 37  | 34 | 10 | 7  | 17 | 27 | 46 | -19  |
| 18   | R. FC Wetteren          | 32  | 34 | 8  | 8  | 18 | 49 | 80 | -31  |

## Classement et résultats Division 2 VV - Série B
- Dernière mise à jour: le 8 décembre 2024.

Ne peuvent monter en « Nationale 1 » que les clubs en ordre de lice ad hoc. Dans le même ordre d'idées, -une licence spécifique est nécessaire pour évoluer en « Division 2 Amateur ». Des « relégations administratives » sont donc possibles.
| Rang | Équipe                       | Pts | J  | G  | N  | P  | Bp | Bc | Diff |
| ---- | ---------------------------- | --- | -- | -- | -- | -- | -- | -- | ---- |
| 1    | K. Belisia SV Bilsen         | 71  | 34 | 21 | 8  | 5  | 71 | 37 | +34  |
| 2    | K. Sporting Hasselt          | 67  | 34 | 21 | 4  | 9  | 67 | 37 | +30  |
| 3    | K. Lyra-Lierse               | 60  | 34 | 18 | 6  | 10 | 61 | 47 | +14  |
| 4    | K Rupel Boom FC              | 60  | 34 | 18 | 6  | 10 | 62 | 58 | +4   |
| 5    | K. RC Mechelen               | 55  | 34 | 16 | 7  | 11 | 61 | 46 | +15  |
| 6    | K. VC Houtvenne              | 55  | 34 | 15 | 10 | 9  | 48 | 43 | +5   |
| 7    | K. Bocholter VV              | 54  | 34 | 16 | 6  | 12 | 59 | 46 | +13  |
| 8    | K. SK Tongeren               | 48  | 34 | 14 | 6  | 14 | 50 | 48 | +2   |
| 9    | FC Lebbeke                   | 47  | 34 | 13 | 8  | 13 | 49 | 53 | -4   |
| 10   | Jong KV Mechelen (U23)       | 46  | 34 | 13 | 7  | 14 | 57 | 49 | +8   |
| 11   | K. Berchem Sport             | 46  | 34 | 12 | 10 | 12 | 44 | 43 | +1   |
| 12   | K. Diegem Sport              | 45  | 34 | 13 | 6  | 15 | 62 | 63 | -1   |
| 13   | K. FC Wezel Sport            | 43  | 34 | 12 | 7  | 15 | 59 | 67 | -8   |
| 14   | RC Hadès Hasselt             | 42  | 34 | 12 | 6  | 16 | 54 | 60 | -6   |
| 15   | K. VC Lille United           | 40  | 34 | 11 | 7  | 16 | 48 | 60 | -12  |
| 16   | Tempo Overijse               | 28  | 34 | 7  | 7  | 20 | 33 | 59 | -26  |
| 17   | K. SC City Pirates Antwerpen | 25  | 34 | 7  | 4  | 23 | 41 | 86 | -45  |
| 18   | K. Londerzeel SK             | 25  | 34 | 6  | 7  | 21 | 34 | 58 | -24  |

## Classement et résultats Division 2 ACFF
- Champion d'automne: Renaissance AEC Mons
- Dernière mise à jour: le 8 décembre 2024.

Ne peuvent monter en « Nationale 1 » que les clubs en ordre de lice ad hoc. Dans le même ordre d'idées, -une licence spécifique est nécessaire pour évoluer en « Division 2 Amateur ». Des « relégations administratives » sont donc possibles.
| Rang | Équipe                          | Pts | J  | G  | N  | P  | Bp | Bc | Diff |
| ---- | ------------------------------- | --- | -- | -- | -- | -- | -- | -- | ---- |
| 1    | Renaissance AEC Mons            | 85  | 34 | 27 | 4  | 3  | 76 | 23 | +53  |
| 2    | Union Rochefortoise             | 66  | 34 | 20 | 6  | 8  | 64 | 40 | +24  |
| 3    | R. Union Tubize-Braine-le-Comte | 66  | 34 | 19 | 9  | 6  | 64 | 35 | +29  |
| 4    | R. FC Tournai                   | 63  | 34 | 17 | 12 | 5  | 59 | 33 | +26  |
| 5    | R. US Binche                    | 54  | 34 | 15 | 9  | 10 | 52 | 44 | +8   |
| 6    | R. FC de Meux                   | 50  | 34 | 12 | 14 | 8  | 51 | 45 | +6   |
| 7    | R. FC Warnant                   | 49  | 34 | 14 | 7  | 13 | 45 | 42 | +3   |
| 8    | R. RC Stockay-Warfusée          | 47  | 34 | 13 | 8  | 13 | 59 | 50 | +9   |
| 9    | R. FC Union La Calamine         | 45  | 34 | 12 | 9  | 13 | 53 | 54 | -1   |
| 10   | La Louvière Centre              | 45  | 34 | 13 | 6  | 15 | 48 | 47 | +1   |
| 11   | R. Union St-Gilloise (U23)      | 41  | 34 | 11 | 5  | 17 | 55 | 56 | -1   |
| 12   | Stade Verviétois                | 41  | 34 | 11 | 8  | 15 | 56 | 64 | -8   |
| 13   | R. CS Verlaine                  | 40  | 34 | 11 | 7  | 16 | 50 | 59 | -9   |
| 14   | R. FC Ganshoren                 | 39  | 34 | 10 | 9  | 15 | 44 | 57 | -13  |
| 15   | R. SCUP Dielegem Jette          | 35  | 34 | 9  | 8  | 17 | 33 | 63 | -30  |
| 16   | R. Entente Acren Lessines       | 33  | 34 | 8  | 9  | 17 | 56 | 75 | -19  |
| 17   | R. RC Hamoir                    | 23  | 34 | 6  | 5  | 23 | 30 | 71 | -41  |
| 18   | R. US Rebecquoise               | 22  | 34 | 3  | 13 | 18 | 43 | 80 | -37  |

## Match pour le titre séries VV
- Participants
  - Série A

- - Série B

|          |          |           | Score | Prol | TaB |
| Match.   |          |           |       |      |     |
| mai 2024 | Domicile | Extérieur | ?-?   |      |     |

## Barrage pour le maintien éventuel séries VV
- Participants
  - Série A

- - Série B

|          |          |           | Score | Prol | TaB |
| Match.   |          |           |       |      |     |
| mai 2024 | Domicile | Extérieur | ?-?   |      |     |

## Tour final, montée/maintien en Nationale 1

### Tour final interne à la Nationale 2

#### VV
|              | Dates    | Domicile | Extérieur | Score | Prol | TaB |
| Demi-finales |          |          |           |       |      |     |
| DF1          | mai 2024 | Domicile | Extérieur | ?-?   |      |     |
| DF2          | mai 2024 | Domicile | Extérieur | ?-?   |      |     |
| DF3          | mai 2024 | Domicile | Extérieur | ?-?   |      |     |
| DF4          | mai 2024 | Domicile | Extérieur | ?-?   |      |     |
| FINALE       |          |          |           |       |      |     |
| F1           | mai 2024 | Domicile | Extérieur | ?-?   |      |     |
| F2           | mai 2024 | Domicile | Extérieur | ?-?   |      |     |

#### ACFF
Sont qualifiés pour le Tour final :
- Union rochefortoise, 2ème lors de la saison régulière.
- RU Tubize-Braine 3ème lors de la saison régulière.
- RFC Tournai 4ème lors de la saison régulière.
- RUS Binchoise 5ème lors de la saison régulière.

|  | Demi-finales                    | Demi-finales                |                        |   | Finale                      | Finale                      |
|  | Demi-finales                    | Demi-finales                |                        |   | Finale                      | Finale                      |
|  |                                 |                             |                        |   |                             |                             |
|  | samedi 18 mai 2024, Tournai     | samedi 18 mai 2024, Tournai |                        |   | samedi 25 mai 2024, Tournai | samedi 25 mai 2024, Tournai |
|  | samedi 18 mai 2024, Tournai     | samedi 18 mai 2024, Tournai |                        |   | samedi 25 mai 2024, Tournai | samedi 25 mai 2024, Tournai |
|  | RFC Tournai                     | 5                           |                        |   | samedi 25 mai 2024, Tournai | samedi 25 mai 2024, Tournai |
|  | RFC Tournai                     | 5                           |                        |   | samedi 25 mai 2024, Tournai | samedi 25 mai 2024, Tournai |
|  | RUS Binchoise                   | 2                           |                        |   | samedi 25 mai 2024, Tournai | samedi 25 mai 2024, Tournai |
|  | RUS Binchoise                   | 2                           | RFC Tournai            | 1 |                             |                             |
|  | dimanche 19 mai 2024, Rochefort |                             | RFC Tournai            | 1 |                             |                             |
|  |                                 | RU Tubize Braine            | 4                      |   |                             |                             |
|  | Union Rochefortoise             | RU Tubize Braine            | 4                      | 0 |                             |                             |
|  | Union Rochefortoise             |                             |                        | 0 |                             |                             |
|  | RU Tubize-Braine                | 5                           |                        |   |                             |                             |
|  | RU Tubize-Braine                | 5                           | Match pour la 3e place |   |                             |                             |
|  |                                 |                             |                        |   |                             |                             |
|  | dimanche 26 mai 2024, Binche    |                             |                        |   |                             |                             |
|  |                                 |                             |                        |   |                             |                             |
|  | RUS Binchoise                   | 1 (4)                       |                        |   |                             |                             |
|  | RUS Binchoise                   | 1 (4)                       |                        |   |                             |                             |
|  | Union rochefortoise             | 1 (3)                       |                        |   |                             |                             |
|  | Union rochefortoise             | 1 (3)                       |                        |   |                             |                             |

Le KV Ostende n'ayant pas obtenu de licence pour le football national et amateur, tous les participants du Tour final sont promus en Nationale 1.

## Résumé de la saison
- Champion série VFV A

- Champion série VFV B

- Champion série ACFF

- ...ième titre de D2 Amateur -...ième au 4e niveau - pour la province de ...[Quoi ?]
- ...ième titre de D2 Amateur -...ième au 4e niveau - pour la province de ...[Quoi ?]
- ...ième titre de D2 Amateur -...ième au 4e niveau - pour la province de ...[Quoi ?]

| Région flamande (36)             | Région flamande (36) | Région wallonne (18)              | Région wallonne (18) |
| -------------------------------- | -------------------- | --------------------------------- | -------------------- |
| Province d'Anvers                | 9                    | Province de Hainaut               | 5                    |
| Province de Flandre-Occidentale  | 7                    | Province de Liège                 | 6                    |
| Province de Flandre-Orientale    | 12                   | Province de Luxembourg            | 0                    |
| Province de Limbourg             | 5                    | Province de Namur                 | 2                    |
| Province du Brabant flamand      | 3                    | Province du Brabant wallon        | 2                    |
| Région de Bruxelles-Capitale VFV | 0                    | Région de Bruxelles-Capitale ACFF | 3                    |

## Première participation au4eniveau
Lors de cette saison 2023-2024, un certain nombre de clubs[Combien ?] ont fait leurs débuts au 4e niveau de la hiérarchie du football belge.

### Débuts en «D2 Amateur»
Plusieurs clubs qui ont déjà joué au niveau 4 y apparaissent pour la première fois sous sa dénomination de "D2 Amateur".

### Changement d'appellation
- création du Stade Verviétois, nouveau club issu de la fusion entre le Stade Disonais et le RCS Verviers[8].